# Valentino Lazaro
Valentino Lando Lazaro (n. 24 martie 1996, Graz, Austria) este un fotbalist austriac care joacă în Serie A pentru Torino FC. Născut în Graz, într-o familie cu tatăl angolez și mama grecoaică, reprezintă Austria la nivel internațional.